# Nago
Nago (名護市 -shi) é uma cidade japonesa localizada na província de Okinawa. Em 2003, a cidade tinha uma população estimada em 57 551 habitantes e uma densidade populacional de 273,74 habitantes por quilômetro quadrado. Tem uma área total de 210,24 quilômetros quadrados.

## História
Recebeu o estatuto de cidade a 1 de Agosto de 1970. De 21 de julho até 23 de julho de 2000, foi sede do encontro anual do G8.

## Cidades irmãs
Londrina, Brasil